# Феррейра, Лукас
Лу́кас дос Са́нтос Ферре́йра (порт.-браз. Lucas dos Santos Ferreira; 28 апреля 2006, Кампус-дус-Гойтаказис) — бразильский футболист, полузащитник донецкого «Шахтёра».

## Клубная карьера
Футболом начал заниматься в академии «Американо», затем играл за юношеские команды «Фламенго» и «Боависта». В 2021 году присоединился к академии «Сан-Паулу», где проявил себя как один из перспективных атакующих игроков.
В марте 2023 года подписал первый профессиональный контракт с «Сан-Паулу», а в сентябре 2024 года продлил соглашение, установив сумму отступных в размере 440 миллионов реалов.
В основном составе дебютировал в 2025 году, проведя в своём первом сезоне девять матчей в чемпионате Бразилии.